# Cvetanovac
Cvetanovac (cyr. Цветановац) – wieś w Serbii, w okręgu kolubarskim, w gminie Ljig. W 2011 roku liczyła 400 mieszkańców.